# Great Torrington
Great Torrington (nazwa zwyczajowo skracana do Torrington) – miasto w Wielkiej Brytanii, w Anglii w hrabstwie Devon, w dystrykcie Torridge. Małe handlowe miasto na północy hrabstwa, położone nad rzeką Torridge. Częściowo usytuowane na stromym klifie nad rzeką. Znane z panoramicznych widoków na okolice. Miasto leży na szlaku turystycznym Tarka Trail.

## Miasto w kulturze
- Miasto zostało sportretowane przez angielskiego pisarza Henry'ego Williamsona w powieści Tarka The Otter w r. 1927[3].
- W pierwszy czwartek maja tradycyjnie odbywa się święto Mayfair polegające na tańcu dzieci wokół specjalnie na tę okoliczność postawionego i przystrojonego słupa.